# Battle Records
Battle Records — американський незалежний лейбл звукозапису; був заснований 1948 року під назвою J.V.B. Records в Детройті, Мічиган власником музичної крамниці Джо фон Беттлом. Спеціалізувався на випуску музики в жанрах госпел, джаз і ритм-енд-блюз. Лейбл був закритий у 1966 році.

## Історія
Лейбл J.V.B був заснований в Детройті, Мічиган у 1948 році Джо фон Беттлом. Розташовувався за адресою 3530 Гастінгс-стріт і орієнтувався на випуску музики в жанрах госпел, джаз і ритм-енд-блюз. Джо фон Беттл володім музичною крамницею в Детройті. J.V.B. випускав альбоми, ймовірно з кінця 1950-х; більшість з цих альбомів пізніше були перевидані на лейблі Battle. Записи, які він зробив з священником Преп. С. Л. Франкліном були орендовані Chess Records в Чикаго.
У 1962 році J.V.B замінив лейбл Battle, який діяв до 1966 року. Адресою лейблу стала Bill Grauer Productions, Inc, 235 West 46th Street в Нью-Йорку. Білл Грауер був засновником лейблу Riverside у 1954 році, і Riverside Records мала ту ж саму адресу. Bill Grauer Productions став дистриб'ютором лейблу Battle.
Лейбл Battle спеціалізувався на музиці в жанрі госпел, однак на ньому також були випущені декілька альбомів в жанрах фольк, кантрі, джаз та блюз. На лейблі випускались записи преподобного С. Л. Франкліна з донькою Аретою Франклін (BLP-6105), Джона Лі Гукера (BLP-6113 і BLP-6114), Мемфіса Сліма і Віллі Діксона, Монго Сантамарії (який записав на ньому свій найбільший хіт «Watermelon Man») і Дона Баєса. Пізніші випуски лейблу в основному були зі звуковими ефектами автомобілів.